# Olga Chadzinikolau
Olga Chadzinikolau (grec. Όλγα Χατζηνικολάου; ur. 4 lipca 1981 w Atenach) – grecka koszykarka, występująca na pozycjach rzucającej lub niskiej skrzydłowej, reprezentantka kraju.

## Osiągnięcia
Na podstawie, o ile nie zaznaczono inaczej.

### Drużynowe
- Mistrzyni:
  - EuroCup (2010)
  - Grecji (2006, 2008, 2010–2012, 2016–2018, 2021)[3][4][5][6][7][8][9]
- Wicemistrzyni Grecji (2022)[10]
- 3. miejsce w Eurocup (2011)
- Zdobywczyni Pucharu Grecji (2006–2009, 2010–2012, 2016–2018)[3][5][6][7][8]
- Finalistka:
  - Superpucharu Europy FIBA (2010)
  - Pucharu Grecji (2004)

### Indywidualne
(* – nagrody przyznane przez portal eurobasket.com)
- Najlepsza zawodniczka*:
  - krajowa ligi greckiej (2012)[5]
  - występująca na pozycji obronnej ligi greckiej (2012)[5]
- Zaliczona do*:
  - I składu:
    - ligi greckiej (2012, 2016)[5][6]
    - zawodniczek krajowych ligi greckiej (2010–2012, 2016, 2022)[3][4][5][6][10]

  - II składu ligi greckiej (2010, 2022)[3][10]
- Uczestniczka meczu gwiazd ligi greckiej (2011)[4]
- Liderka w asystach ligi greckiej (2017 – 7,1)[7]

### Reprezentacja
Seniorska
- Uczestniczka:
  - mistrzostw: 
    - świata (2010 – 11. miejsce)[11]
    - Europy (2007 – 13. miejsce, 2009 – 5. miejsce, 2011 – 13. miejsce, 2015 – 10. miejsce)[12][13][14][15]

  - turnieju FIBA Diamond Ball (2004 – 4. miejsce)[16]
  - kwalifikacji do Eurobasketu (2007, 2009, 2013, 2015, 2017, 2019)

Młodzieżowe
- Uczestniczka kwalifikacji do mistrzostw Europy:
  - U–20 (2000)
  - U–16 (1997)